# Свршетак света
Свршетак света (енгл. The World's End) је научнофантастична комедија из 2013. године, режисера Едгара Рајта, који је и написао сценарио заједно са Сајмоном Пегом. Треће је и последње остварење у Корнето трилогији, након филмова Шон живих мртваца (2004) и Пандури у акцији (2007). Главне улоге у филму тумаче Пег, Ник Фрост, Педи Консидајн, Мартин Фриман, Еди Марсан, Розамунд Пајк и Пирс Броснан, а радња прати пет пријатеља који се враћају у свој родни град ради маратона опијања по пабовима и тамо откривају инвазију ванземаљаца.
Рајт је 1995. написао сценарио за филм о тинејџерима који крећу на туру опијања по пабовима. Сматрајући да је тема погоднија за комичнију анализу младости и старења, Рајт је током раних 2010-их преправио сценарио заједно са Пегом. Снимање је почело 28. септембра 2012. и трајало је до децембра. Филм су продуцирали Relativity Media, Big Talk Productions и Working Title Films.
Филм је премијерно приказан 10. јула 2013. у Лондону, док је у британским биоскопима објављен девет дана касније. Наишао је на позитивне рецензије критичара, који су нарочито похвалили сценарио, глуму, хумор и режију. Широм света је зарадио преко 46 милиона долара. Освојио је награду Емпајер за најбољи британски филм, а био је номинован за Филмску награду по избору критичара за најбољу комедију.

## Радња
Гари Кинг, незрели четрдесетогодишњи алкохоличар, одлучује да поново проживи младост тако што ће контактирати своје другове из детињства, Оливера Чемберлена, Питера Пејџа, Стивена Принса и Ендија Најтлија. Позива их да комплетирају „Златну миљу”, обилазећи дванаест пабова у њиховом родном граду Њутон Хејвену, од којих је последњи Свршетак света. Они су покушала исти подвиг као тинејџери 1990. године, али нису стигли до последња три паба. Енди, који не пије алкохол након саобраћајне несреће коју је изазвао у пијаном стању пре неколико година, у коју су били умешани он и Гари, невољно пристаје да се придружи након што Гари слаже да му је мајка преминула.
Група наилази на Оливерову сестру, Сем, око које су се Гари и Стивен свађали у школи. У четвртом пабу, Гари одлази у тоалет, где се потуче с тинејџером и откида му главу, откривши да је он у ствари андроид. Кад му се пријатељи придруже у тоалету, наилазе на још неколико андроида и боре се с њима. Након што их савладају они схватају да је цео град замењен андроидима, које називају „Празнинама”.
Гари их убеђује да наставе обилазак пабова како не би изазвали сумњу. Група поново наилази на Сем, и она, Гари и Стивен се боре против Празних верзија Семиних пријатељица из детињства, познатих као „Близнакиње”. Она се придружује групи, а локални теоретичар завере по имену Базил, који још није замењен Празнином, открива Стивену да Празнине покушавају да створе галактички конгломерат и да ће сви људи који их одбију бити замењени идентичним симулантима. Празнине покушавају да убеде групу да се прикључе асимилацији. Група, не желећи да изгуби своју хуманост, открива да су и Оливер и њихов бивши наставник, господин Шепард, замењени, након чега се сукобљавају с препуним баром Празнина.
Гари омогућава Сем да сама побегне из Њутон Хејвена; Питер бива ухваћен након што је напао Празнину која је заменила његовог насилника из детињства; а када Енди и Стивен покушају да побегну, Гари их напушта како би завршио Златну миљу сам. Енди и Стивен га јуре, као и остали становници Њутон Хејвена, али Стивена убрзо хватају.
У пабу Свршетак света, Енди се суочава с Гаријем и открива да је његов брак у кризи, док Гари открива да је недавно покушао самоубиство. Енди покушава да заустави Гарија у науму да попије своје последње пиво, али Гари инсистира да комплетира Миљу, јер верује да му је то једино што му је остало.
Када Гари повуче ручицу да сипа пиво, под се отвара и спушта у скривену комору. Тамо их дочекује бестелесни ванземаљски ентитет, познат као Мрежа, који објашњава да је инвазија Празнина први корак ка укључивању човечанства у галактичку заједницу. Мрежа нуди Гарију вечну младост ако прихвати да постане Празнина, али он одбија. Заједно с Ендијем и Стивеном, за кога се открива је преживео, Гари критикује тиранију Мрежиног плана и захтева да човечанство буде препуштено само себи. Огорчена, Мрежа пристаје да прекине инвазију. Сем спасава Гарија, Ендија и Стивена док град експлодира, али не успевају да избегну енергетски импулс покренут одласком Мреже, који деактивира Семин аутомобил.
Неколико месеци касније, Енди објашњава да је импулс проузроковао глобални прекид струје који је уништио сву електронску енергију на Земљи, вративши човечанство у мрачно доба. Преостале Празнине су се поново активирале неколико недеља касније, али су сада независне од Мреже и углавном их људи избегавају и не верују им. Ендијев брак се побољшао, Стивен је у вези са Сем, а Празне верзије Питера и Оливера наставиле су тамо где су њихове људске верзије стале. У рушевинама Њутон Хејвена, сада трезни Гари улази у паб са Празним верзијама својих млађих пријатеља и наручује воду. Када конобар одбије да послужи Празнине, Гари предводи своје пријатеље у тучи, проглашавајући себе за краља.

## Улоге
| Глумац                | Улога                   |
| --------------------- | ----------------------- |
| Сајмон Пег            | Гари Кинг               |
| Томас Ло (млад)       | Гари Кинг               |
| Ник Фрост             | Енди Најтли             |
| Закари Бејлес (млад)  | Енди Најтли             |
| Педи Консидајн        | Стивен Принс            |
| Џаспер Левин (млад)   | Стивен Принс            |
| Мартин Фриман         | Оливер Чемберлен        |
| Лук Бромли (млад)     | Оливер Чемберлен        |
| Еди Марсан            | Питер Пејџ              |
| Џејмс Тарпи (млад)    | Питер Пејџ              |
| Розамунд Пајк         | Сем Чемберлен           |
| Флора Слорач (млада)  | Сем Чемберлен           |
| Пирс Броснан          | Гај Шепард              |
| Бил Нај               | Мрежа (глас)            |
| Дејвид Бредли         | Базил                   |
| Дарен Бојд            | Шејн Хокинс             |
| Ричард Хедфилд (млад) | Шејн Хокинс             |
| Мајкл Смајли          | Тревор „Велечасни” Грин |
| Софи Еванс            | Беки Солт               |
| Саманта Вајт          | Ерика Ликс              |
| Роуз Рејнолдс         | Трејси Бенсон           |